# Еуриклеја
Еуриклеја или Еуриклија (грч. Εὐρύκλεια) је у грчкој митологији било име више личности.

## Етимологија
Име Еуриклеја значи „чувена“.

## Митологија
- Према тесалској традицији, била је кћерка Атаманта и Темисте, Мелантова супруга и Хиперова мајка.[2]

- У Хомеровој „Одисеји“, била је Одисејева дојкиња, коју је Лаерт, краљ Итаке, откупио за двадесет волова.[3] Однеговала је Одисеја и када се он вратио из тројанског рата, препознала га је по ожиљку. Наиме, Одисеј се појавио пред својом супругом, Пенелопом, али га она није препознала. Он јој је препричао наводни сусрет са њеним мужем и рекао јој да је он отишао у Зевсово пророчиште у Додону и да намерава да се потом врати у Итаку. Пенелопа га је слушала, а онда је наредила Еуриклеји да му опере ноге. Она је тада видела ожиљак на бутини и таман је хтела да ускликне од радости, када ју је он ухватио за грло и пригушио јој глас. Пенелопа то није приметила, јер јој је Атена одвукла пажњу.[1] Потом му је помагала у борби против просилаца његове супруге.[2] Она је такође одала свом господару да је дванаест девојака којима је Одисеј господарио, „окаљало своју част“ са просиоцима, који су већ свуда лежали побијени. Одисеј им је наредио да оперу крв, а потом их је све обесио.[1]